# Erica taxifolia
Erica taxifolia är en ljungväxtart som beskrevs av Jonas Dryander. Erica taxifolia ingår i släktet klockljungssläktet, och familjen ljungväxter. Inga underarter finns listade i Catalogue of Life.